# 2011년 일본의 텔레비전 드라마 목록
다음은 2011년에 일본의 텔레비전에서 방송되었던 드라마 프로그램을 나열한 목록이다.

## 1분기
- 49일의 레시피 - NHK
- CO 이식 코디네이터 - WOWOW
- Dr. 이라부 이치로 - TV아사히
- TOKYO 컨트롤 - 후지TV
- 겨울의 벚꽃 - TBS
- 계단의 노래 2 - TBS
- 고발 ~ 국선변호인 - TV아사히
- 고우 ~공주들의 전국~ - NHK
- 더 뮤직 쇼 - 닛테레
- 데카완코 - 닛테레
- 레이디 최후의 범죄 프로파일링 - TBS
- 맛의 달인 - TV아사히
- 미사키 넘버 원!! - 닛테레
- 바텐더 - TV아사히
- 벚꽃으로부터의 편지 - 닛테레
- 붉은 손가락 - TBS
- 사랑하는 김치 - NHK
- 사자에씨 3 - 후지TV
- 사쿠라신쥬 - 후지TV
- 소중한 것은 모두 네가 가르쳐줬어 - 후지TV
- 수라설희 - BS TBS
- 스쿨!! - 후지TV
- 시부하라 걸스 - MTV
- 아름다운 이웃 - 후지TV
- 악당 중범죄수사반 - TV아사히
- 안녕 우리들의 유치원 - 닛테레
- 옥상이 있는 아파트 - TBS
- 외교관 쿠로다코사쿠 - 후지TV
- 은밀팔백팔거리 - NHK
- 이누카이씨네 개 - tvk
- 전국질풍전 두 명의 군사 - TV도쿄
- 차왕 2 -운명의 보수- - WOWOW
- 최상의 명의 - TV도쿄
- 카라의 이중생활 - TV도쿄
- 컨트롤 ~범죄심리수사~ - 후지TV
- 쿼텟 - TBS
- 타로의 탑 - NHK
- 파워레인저 캡틴포스 - TV아사히
- 페이크 쿄토미술사건 이야기 - NHK
- 프로포즈 형제 - 후지TV
- 합의교섭인 분쟁해소 - 닛테레
- 헤븐스 플라워 - TBS
- 혼보시 ~심리특수사건부~ - TV아사히
- 화장실의 신 - TBS
- 후쿠오카 연애백서 6 ~두개의 러브 스토리~ - KBC

## 2분기
- 강철의 여자 2 - TV아사히
- 개를 키우는 것 - TV아사히
- 개를 키운다는 것 ~스카이와 우리집의 180일~ - TV아사히
- 계단의 노래 3 - TBS
- 고교생 레스토랑 - 닛테레
- 굿 라이프 - 후지TV
- 리바운드 - 닛테레
- 마돈나 베르데 - NHK
- 마루모의 규칙 - 후지TV
- 마지스카 학교 2 - TV도쿄
- 머슬 걸 - TBS
- 반장 4 - TBS
- 보스 리턴즈 - 후지TV
- 봉신 야츠루기 - 지바TV
- 스즈키 선생님 - TV도쿄
- 시마시마 - TBS
- 신선조 혈풍록 - NHK BS
- 실연보험 - 닛테레
- 아스코마치 ~아스카 공업 고교 이야기~ - TV아사히
- 안개에 사는 악마 - 후지TV
- 오미야씨 8 - TV아사히
- 유류수사 1 - TV아사히
- 이름을 잃어버린 여신 - 후지TV
- 진 2 - TBS
- 태어나다 - TBS
- 하류의 연회 - NHK
- 해님 - NHK
- 행복해지자 - 후지TV

## 3분기
- IS - TV도쿄
- Piece Vote - 닛테레
- 가면라이더 포제 - TV아사히
- 계단의 노래 4 - TBS
- 교토지검의 여자 7 - TV아사히
- 그래도, 살아간다 - 후지TV
- 금붕어클럽 - NHK
- 내일의 빛을 잡고 2 - 후지TV
- 독희와 나 - 후지TV
- 돈키호테 - 닛테레
- 라스트 머니 -사랑의 가격- - NHK
- 마술은 속삭인다 - 후지TV
- 명탐정 코난 - 쿠도 신이치에게 도전장 - YTV
- 모래 그릇 - TV아사히
- 미남이시네요 - TBS
- 미토코몬 제43부 - TBS
- 미해결 사건 File 01. 글리코 모리나가 사건 - NHK
- 바티스타 수술 팀의 영광 3 : 아리아드네의 탄환 - 후지TV
- 변두리 로켓 - WOWOW
- 불닥터 - 닛테레
- 비바 블루스 - 닛테레
- 사랑해 ~유대~ - 닛테레
- 선술집 모헤지 - TBS
- 신 경시청 수사 1과 9계 3 - TV아사히
- 신 당신이 모르는 세계 - 닛테레
- 아라카와 언더 더 브리지 - TBS
- 아름다운 그대에게 2 - 후지TV
- 언페어 스페셜 ~ 더블미닝 이중정의~ - 후지TV
- 오란고교 꽃미남클럽 - TBS
- 용사 요시히코와 마왕의 성 - TV도쿄
- 울트라맨 열전 - TV도쿄
- 인간곤충기 - WOWOW
- 장미빛 성전 - TV아사히
- 전개걸 - 후지TV
- 절대영도 ~특수범죄 침입수사~ - 후지TV
- 정말로 있었던 무서운 이야기 여름 특별편 2011 - 후지TV
- 지우 경시청특수범수사계 - TV아사히
- 태양은 또 뜬다 - TV아사히
- 템페스트 - NHK BS
- 하나와가의 네자매 - TBS
- 호두의 방 - NHK

## 4분기
- 11명이나 있어! - TV아사히
- DOCTORS 최강의 명의 - TV아사히
- 헌터 그 여자들 현상금 사냥꾼 - 후지TV
- QP - 닛테레
- SKE48의 매지컬 라디오 - 닛테레
- T-UP presents 삼즈압! - BS후지
- 가정부 미타 - 닛테레
- 가족법정 - BS아사히
- 계단의 노래 5 - TBS
- 과수연의 여자 11 - TBS
- 괴도 로얄 - TV아사히
- 그, 남편, 남자친구들 - TBS
- 꿀맛~A Taste Of Honey~ - 후지TV
- 나와 스타의 99일 - 후지TV
- 나의하늘 형사편 - TV아사히
- 나의 호스트짱 ~7명의 호스트~ - TV아사히
- 남극대륙 - TBS
- 내가 연애할 수 없는 이유 - 후지TV
- 더 뜨거워! 고양이 계곡!! - 나고야TV
- 동경 OL 처세술 - TBS
- 란마 1/2 - 닛테레
- 런어웨이 ~ 사랑하는 너를 위해서 - TBS
- 류진마부야 3 - RBC
- 마메시바 이치로 - 선TV
- 비밀첩보원 에리카 - 닛테레
- 비터 슈가 - NHK
- 수수께끼 풀이는 저녁식사 후에 - 후지TV
- 시부하라 걸스² - MTV
- 신부 포렴 2 - 후지TV
- 심야식당 2 - TBS
- 아그린의 집 1 - 닛테레
- 아랑-GARO- ~MAKAISENKI~ - TV도쿄
- 여기가 소문의 엘・파라시오 - TV도쿄
- 요괴인간 벰 - 닛테레
- 우레로 ☆ 미확인소녀 - TV도쿄
- 임금님의 집 - BS아사히
- 자동차의 두 사람 ~TOKYO DRIVE STORIES - TwellV
- 전국★남사 - tvk
- 전업 주부 탐정 ~ 나는 그림자 - TBS
- 철신 건 라이쟈 1 - TV이와테
- 츠카하라 보쿠덴 - NHK BS
- 카네이션 - NHK
- 파트너 10 - TV아사히
- 판도라 3 : 혁명전야 - WOWOW
- 하루사 에이커 1 - OTV
- 행복의 노란 손수건 - 닛테레
- 화차 - TV아사히

## 자료 출처
- ja:2011年のテレビドラマ (日本)

## 같이 보기
- 일본의 텔레비전 드라마 목록
- 2010년대 일본의 텔레비전 드라마 목록